# Искусственная кожа

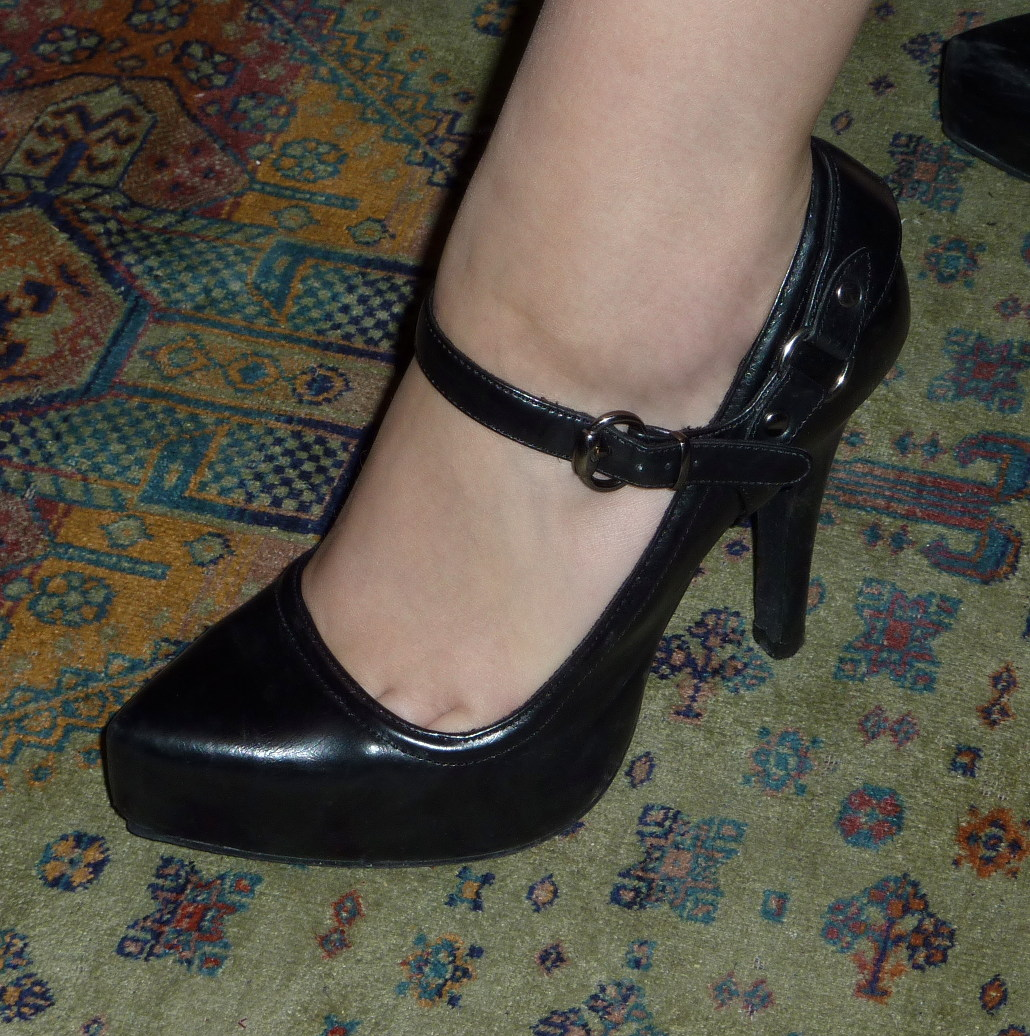
Туфли из кожзама

Искусственная кожа, сокращ. искожа или кожзам — полимерный материал, применяемый вместо натуральной кожи для изготовления обуви, одежды, галантерейных и технических изделий.

## Материалы изготовления и виды
- Дерматин (гранитоль)
- Кирза
- Стретч-кожа
- Полиуретан (ПУ)
- Поливинилхлорид (ПВХ)
- Полиацетат (ПА)
- Нитроцеллюлозы (НЦ)
- Термоэластопласты (ТЭП)
- Каучуки или их смеси
- Эко-«кожа» из грибов (mylo, muskin и др.)
- Эко-«кожа» из кактусов

Не является кожзаменителем:
- Рециклированная кожа — изготавливается из обрезков дублёной кожи или шкуры животных. Рециклированная кожа — не кожзаменитель, а аналог кожи (так как имеет в составе кожу).

## Изготовление
Простейший способ приготовления искусственной кожи из кожаных обрезков заключается в том, что последние измельчаются в машине, наподобие писчебумажных каландров, вместе с водой. Каландры доставляют полужидкую волокнистую массу, из которой формуются черпальным способом листы. Готовые листы, по несколько вместе, прессуются, и из-под пресса выходит один толстый лист; толщина этих листов различна от толщины стелечной кожи до толщины подошвенного товара.
Материал из полностью фабрикованных материалов в настоящее время готовится путём нанесения жидкой основы (поливинилхлорида и полиуретана в различных комбинациях) на бумагу и последующем закаливании в печи.